# Tessa Violet
Tessa Violet Williams (20 de marzo de 1990), más conocida como Tessa Violet y anteriormente conocida como Meekakitty, es una cantautora y videobloguera estadounidense.

## Vida y carrera
Violet creció en Ashland, Oregón. Actuó en producciones teatrales mientras estaba en el instituto.
Violet comenzó a hacer vlogging diario en 2007 para un proyecto escolar bajo el nombre de usuario Meekakitty cuando trabajaba en Hong Kong y Tailandia como modelo de moda. Sin embargo, dejó de pasar modelos en 2009. Los primeros contenidos de Violet se centraron en la narración de historias, sketches y vídeos musicales, incluyendo vídeos musicales hechos por fanáticos para artistas populares como Relient K, Family Force 5 y Mika.
Después de mudarse a la ciudad de Nueva York en 2009, Violet ganó la atención después de ganar 100.000 dólares en un concurso de YouTube al recibir la mayor cantidad de comentarios en su video.
En 2011, Violet apareció en el video musical de su compañero creador de YouTube, Nanalew, para la canción "Sail" de Awolnation. El video se hizo viral y desde entonces ha acumulado más de 310 millones de visitas. El 24 de septiembre de 2012, Violet apareció en el video musical de "Cray Button" de Family Force 5. También dirigió el video musical de la canción del grupo "Chainsaw", con Tedashii.
Desde que comenzó a grabar y lanzar música en 2013, el enfoque del canal de Violet ha cambiado a su música original. También ha dejado de usar el apodo Meekakitty, y en su lugar ha usado su verdadero nombre, Tessa Violet, en todas las plataformas. Más tarde se convirtió en un canal de música oficial en 2019.

## Música
Violet lanzó su primer álbum Maybe Trapped Mostly Troubled el 18 de marzo de 2014. El álbum fue producido por Seth Earnest en los estudios Maker, con John Zappin como A&R. A pesar de la falta de atención de los medios de comunicación tradicionales, el disco debutó en el número 10 de la lista de Billboard Heatseekers y vendió 5.000 copias en los primeros tres meses.
Violet lanzó el sencillo principal "Dream" de su EP Halloway el 16 de septiembre de 2016. El EP completo fue lanzado el 14 de octubre de 2016. Ella lanzó videos de todas las canciones del proyecto.
En 2018, Violet reveló que estaba trabajando en su segundo álbum, Bad Ideas. "Crush", el primer sencillo del disco, fue lanzado el 15 de junio de 2018. Un video musical de acompañamiento dirigido por Big Forest fue lanzado en YouTube el mismo día. A partir de mayo de 2020, el video musical ha alcanzado más de 60 millones de visitas. El sencillo llevó a Violet a aparecer en el Artist On The Rise de YouTube. El álbum completo fue programado para ser lanzado el 3 de agosto de 2018 antes de una alteración en el plan de lanzamiento del álbum. La canción que da título al álbum, "Bad Ideas", fue lanzada como single el 30 de noviembre de 2018. "I Like (the idea of) You" salió en mayo de 2019. Lanzó "Bad Ideas (Act One)" en julio de 2019, con remezclas de los tres primeros sencillos del proyecto.
El 25 de octubre, Violet lanzó su segundo álbum Bad Ideas. El álbum contiene 11 temas, 4 de los cuales han sido lanzados como singles (Crush, Bad Ideas, I Like (the idea of) You, y Games). La canción fue lanzada a través del sello T∆G MUSIC.
Violet también ha participado en numerosas colaboraciones musicales. En diciembre de 2014, Violet se unió con su colega de YouTube, Rusty Clanton, para formar la banda People You Know. El par lanzó un álbum de Navidad llamado "You, Me and Christmas", con cuatro canciones de portada y una original titulada "You and Christmas". También ha colaborado Dodie Clark, Lauren Aquilina, Orla Gartland y Bry.
Violet cita a artistas como Lorde, Bleachers, Lily Allen, Taylor Swift, cavetown, y Julia Michaels entre sus influencias.

## Meme de Internet
A principios de 2019, Tessa Violet se convirtió en un meme entre los nacionalistas rusos que comenzaron a publicar fotos y videos de la cantante con las palabras "¡Vamos rusos!" y proclamaron en broma a Tessa "Reina del Estado ruso". Esto culminó con un pequeño grupo de nacionalistas rusos gritando "¡Vamos rusos!" durante la actuación de Violet en Moscú en octubre de 2019.

## Película
Violet hizo el papel de Tricia en la película independiente de 2016 The Matchbreaker. Su canción "Cash Cash Money" fue incluida en la banda sonora de la película.

## Discografía

### Álbumes
- Maybe Trapped Mostly Troubled (2014)
- Halloway (2016)
- Bad Ideas (Act One) (2019)
- Bad Ideas (2019)